# Pimenta racemosa
Pimenta racemosa (Engels: West Indian bay tree of Bay Rum Tree) is een soort uit de mirtefamilie (Myrtaceae). De soort komt voor in het Caraïbisch gebied en Venezuela. Het is een boom die een hoogte kan bereiken tussen vier en twaalf meter en heeft witte bloemen en zwarte ovale vruchtjes.
Uit de bladeren van deze boom wordt door middel van destillatie een etherische olie gewonnen. Dit vormt een belangrijk bestanddeel van bay rum, een geurig product dat gebruikt wordt als aftershave of eau de cologne.